# Złote Łany (Jastrzębie-Zdrój)
Złote Łany – osiedle mieszkaniowe w Jastrzębiu Zdroju, położone w południowo-zachodniej części miasta na terenach historycznej Moszczenicy. Jest jedną z 21 części miasta - jednostek pomocniczych gminy. Jako obszar wydzielony z sołectwa Moszczenica stanowi enklawę Moszczenicy.
W 2019 r. osiedle liczyło 927 mieszkańców i zajmowało obszar 14,79 ha.

## Historia
Teren na którym położone jest osiedle należał dawniej do wsi i sołectwa Moszczenica i razem z nią zostały włączone w granice miasta w 1975 roku. Obecnie jest on wydzielony z sołectwa Moszczenica i stanowi osobną część miasta Jastrzębie Zdrój (reszta terenów historycznej Moszczenicy należy do sołectwa Moszczenica i jest również osobną częścią - sołectwem Jastrzębia-Zdroju).
Ponieważ tereny na których leży osiedle są historyczną częścią Moszczenicy, ich historia do początku XXI wieku, jest taka sama jak historia Moszczenicy.